# Carme Rovira i Fortuny
Carme Rovira i Fortuny (Vilassar de Mar, 17 de març de 1907 - Passy, Illa de França, 1 de març de 1985) fou una pintora naïf catalana. Té un carrer dedicat a Vilassar de Mar.

## Biografia
Filla de Martí Rovira Masip i de Maria Fortuny Ametller. Estudià les primeres lletres al Comú de les Noies, l'escola pública de Vilassar de Mar, i després fou alumna de l'Escola de la Presentació encara que per poc temps, ja que als catorze anys entrà a treballar a la fàbrica de Can Nyol Petit, on feu de teixidora fins als vint-i-dos.
A l'edat de dinou anys, el 6 de maig de 1926, s'havia casat amb en Manolo Garcia, que feia de mosso a casa seva, ajudant el pare de la Carme en les feines de pagès.
D'aquest matrimoni en nasqué la primera filla el 1927, que morí de meningitis als divuit mesos. Fou llavors quan deixà la feina a la fàbrica. El 1930 va néixer la segona filla, Paquita, i el mateix any morí la seva mare i, per tant, s'hagué de dedicar a mestressa de casa i ajudar el pare i el marit en les tasques del camp.
En acabar la Guerra Civil el seu home fou condemnat a mort per la seva militància republicana. Aquesta pena, però, li fou commutada per tres anys de presó. Les estretors d'aquella època de postguerra, juntament amb un refredament de les relacions conjugals pels anys de presó, desembocaren en la separació matrimonial. Una separació peculiar, ja que, malgrat tot, mai no deixà desemparat el marit.
El 1952 morí el seu pare, Martí, i ella tornà a la fàbrica a fer de teixidora. El 1954 es casà la seva única filla que anà a viure al Masnou. Al cap de poc de viure sola patí un accident i, en no poder-se moure de casa, passà la convalescència fent mitja, ganxet i agafà els pinzells per primer cop a la vida.
Conegué el pintor Enric Modolell de Cabrera de Mar, molt més gran que ella, que intuí que la pintura de la Carme podia tenir futur. Gràcies a aquesta coneixença, el 1956 es donà a conèixer al IXè Saló d'Octubre de Barcelona, on exposà un parell d'obres. La premsa i els crítics qualificaren la seva pintura d'autèntic naïf, pintura pura sense contaminació de cap escola.
Des de Vilassar de Mar, i per tal de celebrar el seu èxit en l'exposició de Barcelona, l'associació Amics de Vilassar decidí de fer-li un homenatge i moltes botigues de poble exposaren obres seves. Separada del marit i amb la filla casada, no se sentia lligada a ningú i decidí de marxar a treballar a Mallorca, en un establiment hoteler i despès servint en una casa. S'hi estigué uns tres anys. A estones lliures pintava i conegué altres pintors i artistes que li organitzaren una altra exposició.
El 1962 decidí marxar a París, on va entrar de minyona en una família amb la qual s'estigué fins al 1967. Després passà a treballar en la neteja de despatxos i oficines. A París exposà, amb altres pintors, al Saló dels Independents, el 1964 participà en una mostra d'artistes espanyols i, també el 1965, a la mostra Art Libre.
A principis de 1984, a París, on vivia en un diminut apartament que havia comprat el 1964, caigué malalta de gravetat. Després de passar per diferents centres hospitalaris fou ingressada en un establiment mèdic especialitzat en malalties de la sang, a l'Alta Savoia. Morí a Passy, Illa de França, l'1 de març de 1985. Les seves despulles arribaren a Vilassar de Mar el 15 de març, on fou enterrada el dia 16.

## Llegat
Carme Rovira havia previst en el seu testament la creació d'una fundació que dugués el seu nom, amb la intenció que a casa seva, actualment propietat de l'ajuntament de Vilassar de Mar, s'hi instal·lés un museu.
L'acompliment de la darrera voluntat de l'artista ha trigat a fer-se realitat, pel deficient estat de conservació de l'immoble i el cost de les obres. El condicionament i la restauració van costar 45.000 €.
El dia 21 de desembre de 2014 s'inaugurà la Casa Museu Carme Rovira, on es mostra el món privat de la pintora i s'exposa una selecció de les seves obres, complementada amb la restauració de les pintures murals. Les 327 obres del fons de l'artista permeten una renovació periòdica del material exposat.
Al primer pis hi ha les pintures i les escultures més representatives de la primera etapa de la pintora i a l'accés de les golfes s'hi exposen les seves obres de ceràmica. La distribució de l'edifici manté el seu estat original, fins i tot conserva el bany, la cuina i les cambres amb el mobiliari i el parament que emprà la mateixa artista. També s'exposen cartes i fotografies seves.
L'Ajuntament de Vilassar de Mar confia a rendibilitzar el Museu a través de les visites escolars. L'accés es fa en règim de visites concertades.

## Exposicions
| - IX Saló d'Octubre, Barcelona, 1956. - Homenatge a l'Ateneu Vilassanès, Vilassar de Mar, 1956. - X Saló d'Octubre, Barcelona, 1957. - Museu de Mataró, 1958. - Cercle Medina, Palma, 1960. - Jardí de la Pintora, Vilassar de Mar, 1962. - Saló dels Independents, París, 1963. - Palais d'Art Moderne, París, 1964. - Art Libre, París, 1965. | - Palacio de Cristal, Madrid, 1975. - Miranda del Ebro, València, Lleida, Vilassar de Mar, 1975. - Bilbao, 1977. - Casa de España, París, 1978. - Caixa d'Estalvis Laietana, Argentona, 1978. - Casa de España, París, 1980. - Madrid, Benidorm i Barcelona, 1980. - Ateneu Vilassanès, Vilassar de Mar, 1981. - Grand Palais, París, 1982. |